# 河原町站 (宮城縣)
河原町站（日语：／ Kawaramachi eki */?）是位於日本宮城縣仙台市若林區河原町一丁目，屬於仙台市地下鐵南北線的鐵路車站。車站編號是N13。

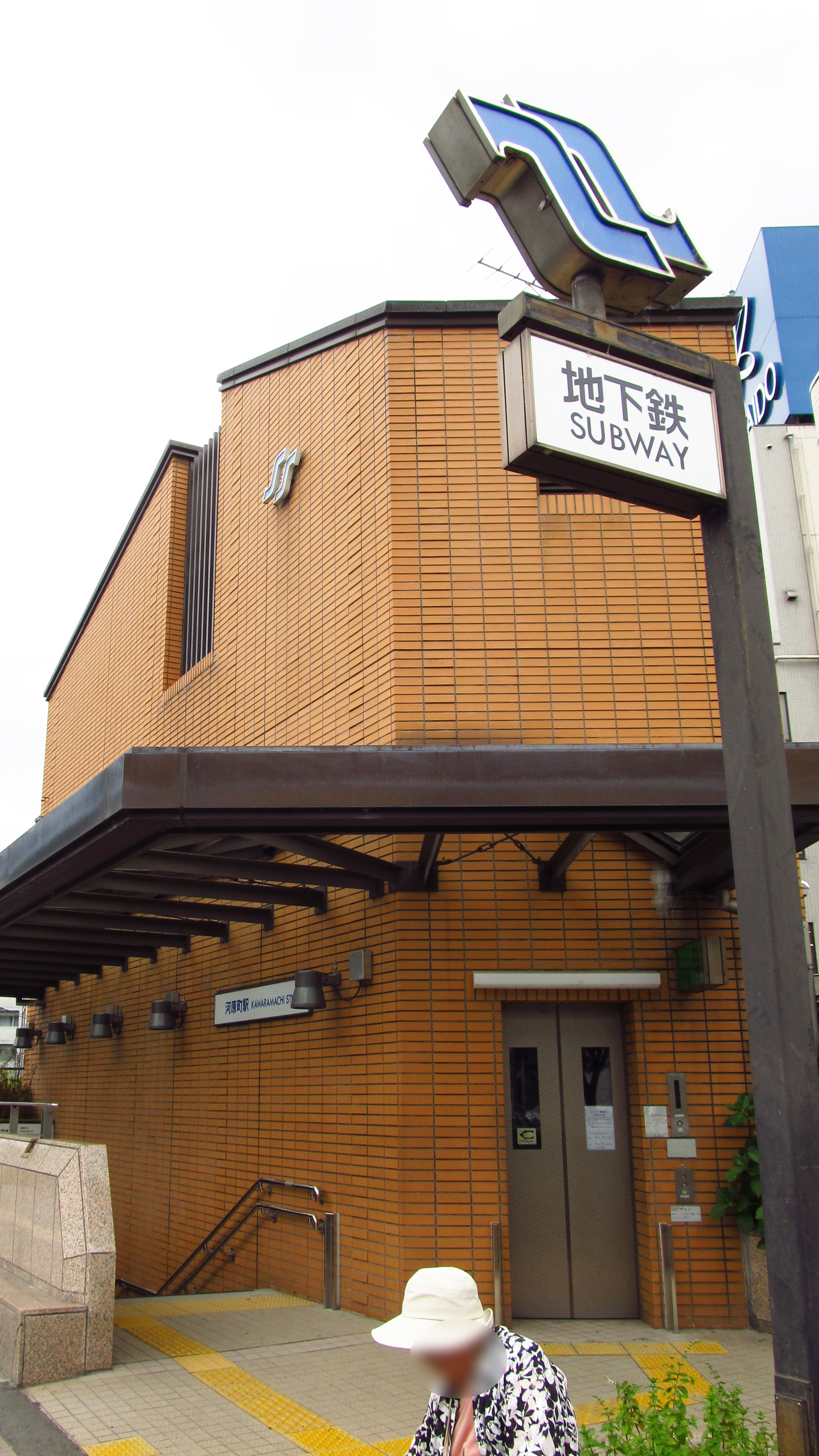
北1出入口(2016年7月)

## 歷史
- 1987年（昭和62年）7月15日：仙台市地下鐵南北線開通，地下鐵河原町站開業。
- 2009年（平成21年）11月14日：設立月台閘門。

## 車站構造

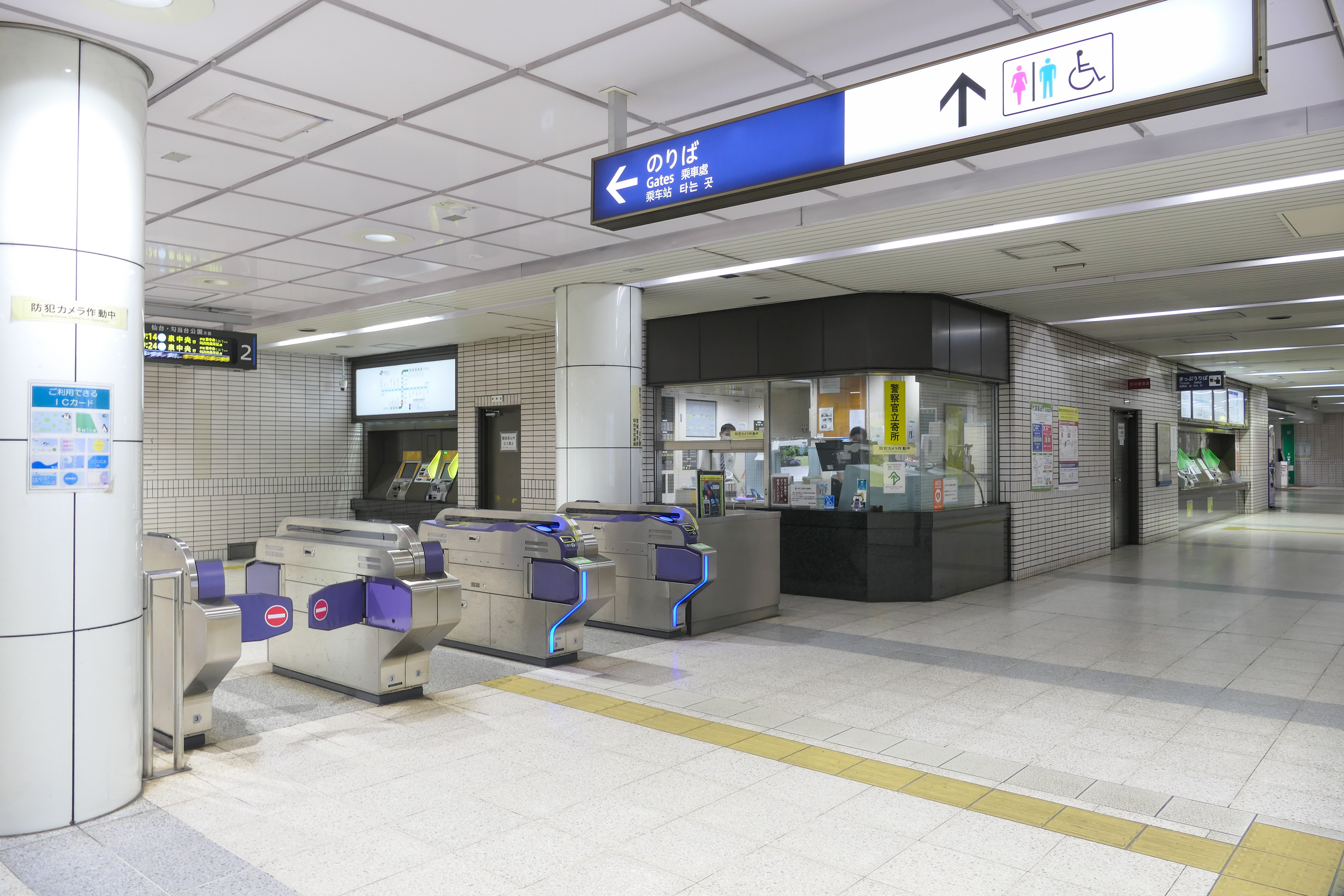
驗票口(2024年6月)

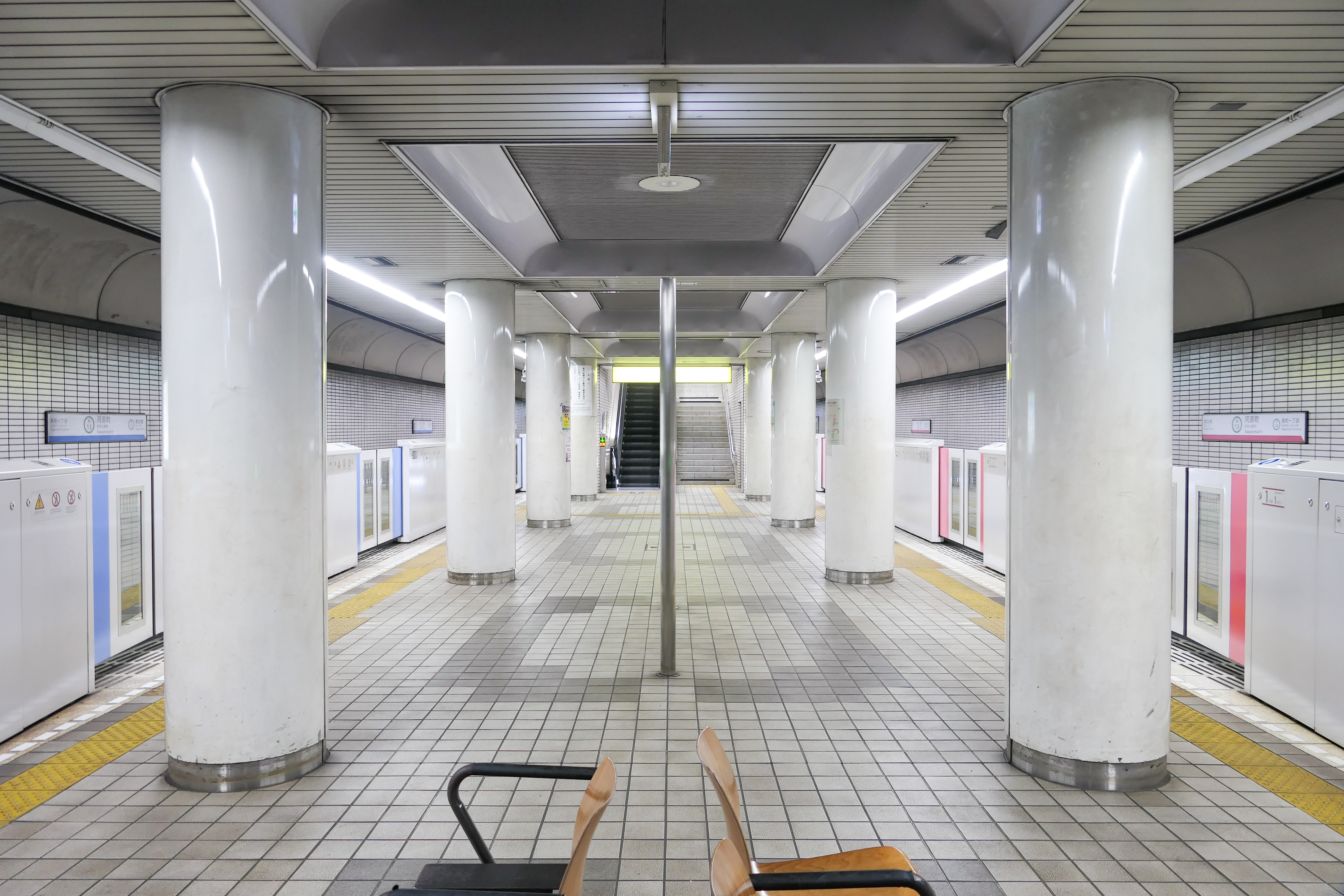
月台(2024年6月)

本站為島式月台1面2線的地底車站。

### 月台配置
| 月台 | 路線     | 目的地           |
| ---- | -------- | ---------------- |
| 1    | ■ 南北線 | 富澤方向         |
| 2    | ■ 南北線 | 仙台、泉中央方向 |

## 使用情況
| 上車人次推移       | 上車人次推移     |
| 年度               | 一日平均上車人次 |
| ------------------ | ---------------- |
| 2002年（平成14年） | 4,454            |
| 2003年（平成15年） | 4,468            |
| 2004年（平成16年） | 4,452            |
| 2005年（平成17年） | 4,511            |
| 2006年（平成18年） | 4,429            |
| 2007年（平成19年） | 4,296            |
| 2008年（平成20年） | 4,291            |
| 2009年（平成21年） | 4,217            |
| 2010年（平成22年） | 4,255            |
| 2011年（平成23年） | 4,310            |
| 2012年（平成24年） | 4,660            |
| 2013年（平成25年） | 4,875            |
| 2014年（平成26年） | 4,914            |
| 2015年（平成27年） | 5,050            |
| 2016年（平成28年） | 5,240            |
| 2017年（平成29年） | 5,260            |

- 2017年度（平成29年度）
  - 1日平均上車人數：5,260人[1]
  - 若林區內中乘客人數最多。

一日平均上車人次（單位：人次）

## 相鄰車站
仙台市交通局（仙台市地下鐵）
■南北線
愛宕橋（N12）－河原町（N13）－長町一丁目（N14）
仙台市電（廢線）
長町線
舟丁－河原町－廣瀨橋

## 外部連結
- 河原町站 （页面存档备份，存于） - 仙台市交通局（日語）